# Brotherhood
Brotherhood es el séptimo episodio de la cuarta temporada y septuagésimo sexto episodio a lo largo de la serie de televisión estadounidense de drama y ciencia ficción, Arrow. El episodio fue escrito por Speed Weed & Keto Shimizu y dirigido por James Bamford. Será estrenado el 18 de noviembre de 2015 en Estados Unidos por la cadena The CW.

## Elenco
- Stephen Amell como Oliver Queen/Flecha Verde.
- Katie Cassidy como Laurel Lance/Canario Negro.
- David Ramsey como John Diggle.
- Willa Holland como Thea Queen/Speedy.
- Emily Bett Rickards como Felicity Smoak.
- John Barrowman como Malcolm Merlyn/Arquero Oscuro.
- Paul Blackthorne como el capitán Quentin Lance.

## Continuidad
- Andy Diggle fue visto anteriormente en The Return, vía flashback.

## Desarrollo

### Producción
La producción de este episodio comenzó el 10 de septiembre y terminó el 18 de septiembre de 2015.

### Filmación
El episodio fue filmado del 21 de septiembre al 1 de octubre de 2015.